# Adam aus Wilna
Adam aus Wilna (polnisch Adam z Wilna; † 1517) war Kanzleisekretär des Großfürstentums Litauen und später Kanoniker in Vilnius.

## Leben
Adam besuchte die Kathedralsschule in Vilnius und studierte dann von 1478 bis 1489 an der Universität Krakau, wo er 1482 Baccalaureus und 1488 Magister wurde.
Ab 1492 war er Kanzleischreiber in Vilnius und war zudem häufig als Gesandter unterwegs. So war er 1494 zweimal in Moskau, um dort zu versichern, dass Helena von Moskau ihre Konfession beibehalten könne, sowie 1496 in Krakau, um Sigismund auszurüsten.
Zudem verfasste er den lateinischen Rechtsakt der Union von Krakau und Vilnius von 1499.
Im Jahre 1505 nahm er an der Kommission zur Festlegung der litauisch-kurländischen Grenzen teil. Kurze Zeit später wurde er Kanzleisekretär, was für das Jahr 1510 urkundlich belegt ist.